# La mia seconda volta
La mia seconda volta è un film del 2019 diretto da Alberto Gelpi e scritto da Fabrizio Bozzetti (con la collaborazione di Alberto Gelpi).

## Trama
Giorgia Benusiglio frequenta il liceo artistico in una città di provincia. Il suo amico più caro è Luca, compagno di classe. Le piace realizzare oggetti usando del materiale riciclato e questa sua passione attira da subito Matteo, proprietario di un laboratorio di oreficeria. Giorgia chiede a suo padre di poter seguire un corso nella capitale, ma egli non è d'accordo. Nello stesso tempo, seguiamo le vicende di Ludovica, che frequenta l'accademia di belle arti. Ludovica è stata in una clinica per disintossicarsi e vorrebbe diventare scenografa al fianco del suo insegnante, ma, alla fine, sarà seguita dal suo assistente, Davide, nonché fratello maggiore di Giorgia.

## Distribuzione
Il film è uscito nelle sale il 21 marzo 2019, distribuito da Dominus Production, ed ha conseguito il quarto maggiore incasso assoluto al botteghino in quel periodo.